# Верхняя Денежкина
Верхняя Денежкина — река в Туруханском районе Красноярского края, правый приток реки Енисей.
Исток рекм находится в болотистой местности, на высоте около 50 м, из притоков только два имеют названия: впадающий в среднем течении Березняк и, около 1,5 км от устья — Шустрый. Длина реки — 37 километров, впадает в Енисей на расстоянии 844 км от устья.
По данным государственного водного реестра России относится к Енисейскому бассейновому округу. Код водного объекта — 17010800212116100102873.